# Кристиан (Саксония-Вайсенфелс)
Кристиан фон Саксония-Вайсенфелс (на немски: Christian von Sachsen-Weissenfels; * 23 февруари 1682, Вайсенфелс, Саксония-Анхалт; † 28 юни 1736, Зангерхаузен, Саксония-Анхалт) от рода на Албертинските Ветини, е 4. херцог на Саксония-Вайсенфелс, също княз на Саксония-Кверфурт (1712 – 1736).

## Живот
Той е шестият син на херцог Йохан Адолф I фон Саксония-Вайсенфелс (1649 – 1697) и първата му съпруга принцеса Йохана Магдалена фон Саксония-Алтенбург (1656 – 1686), дъщеря на херцог Фридрих Вилхелм II фон Саксония-Алтенбург и втората му съпруга Магдалена Сибила Саксонска.
Кристиан наследява през 1712 г. по-големия си брат Йохан Георг (1677 – 1712), който е без мъжки наследник. Същата година на 11 май в Щолберг той се жени за графиня Луиза Кристиана фон Щолберг-Щолберг (21 януари 1675 – 16 май 1738) вдовица на граф Йохан Георг III фон Мансфелд-Айзлебен (1640 – 1710), дъщеря на граф Кристоф Лудвиг I фон Щолберг (1634 – 1704) и съпругата му Луиза Кристина фон Хесен-Дармщат (1636 – 1697). Бракът е бездетен.
Кристиан основава през 1716 г. във Вайсенфелс семинара Seminarium illustre и заедно със съпругата му е особено разточителен. Той използва град Зангерхаузен за допълнителна резиденция и е голям ловец. През 1719 г. има големи финансови проблеми.
За неговия 31 рожден ден през 1713 г. Йохан Себастиан Бах компонира за херцога прочутата ловна кантата „Was mir behagt, ist nur die muntre Jagd“ (BWV 208). За 43-тия му рожден ден през 1725 г. той компонира кантата „Entfliehet, verschwindet, entweichet ihr Sorgen“ (BWV 249a).
Кристиан умира ослепял на 28 юни 1736 г. на 54 години в Зангерхаузен и е погребан в княжеската гробница в дворцовата църква на дворец Ной-Августусбург във Вайсенфелс. Понеже е бездетен той е наследен от по-малкия му брат Йохан Адолф II (1685 – 1746).